# Asami Kitagawa
Asami Kitagawa, 北川 麻美 (3 de Outubro de 1987, Saitama) é uma nadadora japonesa que disputou os Jogos Olímpicos de 2008 em Pequim.